# Ben Barenholtz
Ben Barenholtz (Kupichev, 5 de outubro de 1935) é um cineasta, distribuidor e produtor ucraniano que recebeu notoriedade na repercussão de filmes independentes estadunidenses, principalmente no Elgin Theater, na cidade de Nova Iorque. Em sua carreira, ajudou na produção de diretores reconhecidos internacionalmente, como os Irmãos Coen, David Lynch, John Sayles e Guy Maddin.
Seu trabalhou destacou-se em duas distribuidoras de filmes: a Libra Films International e a Circle Films. Na primeira, contribuiu com a realização de Night of the Living Dead, Eraserhead, Cousin, Cousine e A Winter Tan. Na outra, Barton Fink, Requiem for a Dream, The Naked Man e Raising Arizona.